# La sconosciuta della Senna

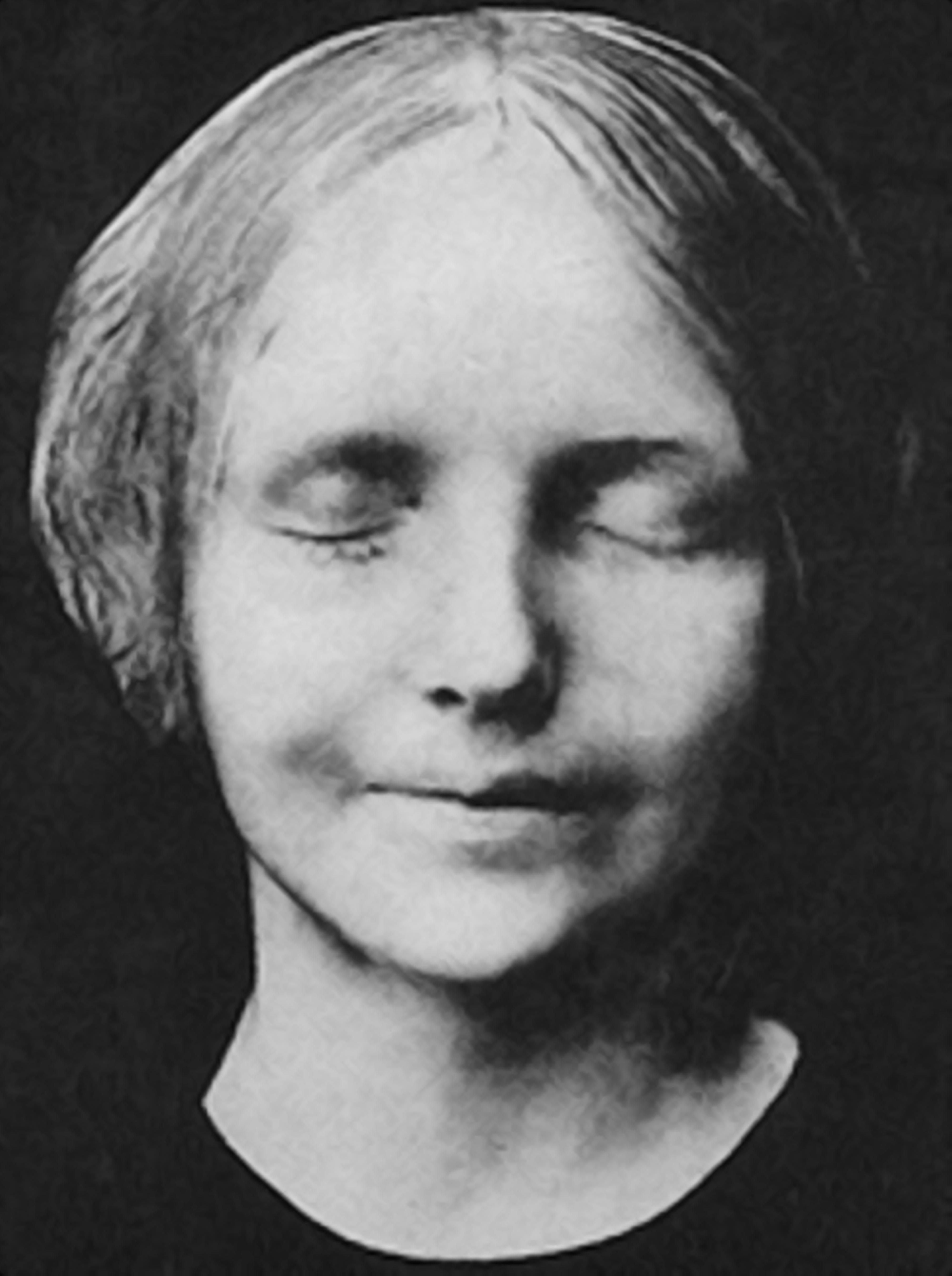
La sconosciuta della Senna, maschera mortuaria, foto intorno al 1900.

La sconosciuta della Senna (in francese l'inconnue de la Seine) è il nome dato a una giovane non identificata, morta in circostanze non chiarite prima del 1900; l'aneddoto più diffuso era quello per cui sarebbe annegata nella Senna. In seguito, un dipendente dell'obitorio, affascinato dalla sua bellezza, ne avrebbe fatto realizzare un calco in gesso per immortalarne il viso.

## Storia
Secondo alcune fonti, il cadavere venne trovato nella Senna presso il Quai du Louvre, nel I arrondissement di Parigi, negli anni ottanta del XIX secolo. L'ipotesi che sia morta per annegamento è probabilmente falsa, anche perché i cadaveri ritrovati nelle acque sono in genere assai deformati. 
Secondo Jules Joseph Lefebvre, la giovane non identificata sarebbe invece morta di tubercolosi, anche se non è stata scartata l'ipotesi di un suicidio. All'inizio del Novecento, la sua maschera mortuaria cominciò a circolare grazie alle numerose copie in parte ricostruite sulla base di fotografie.

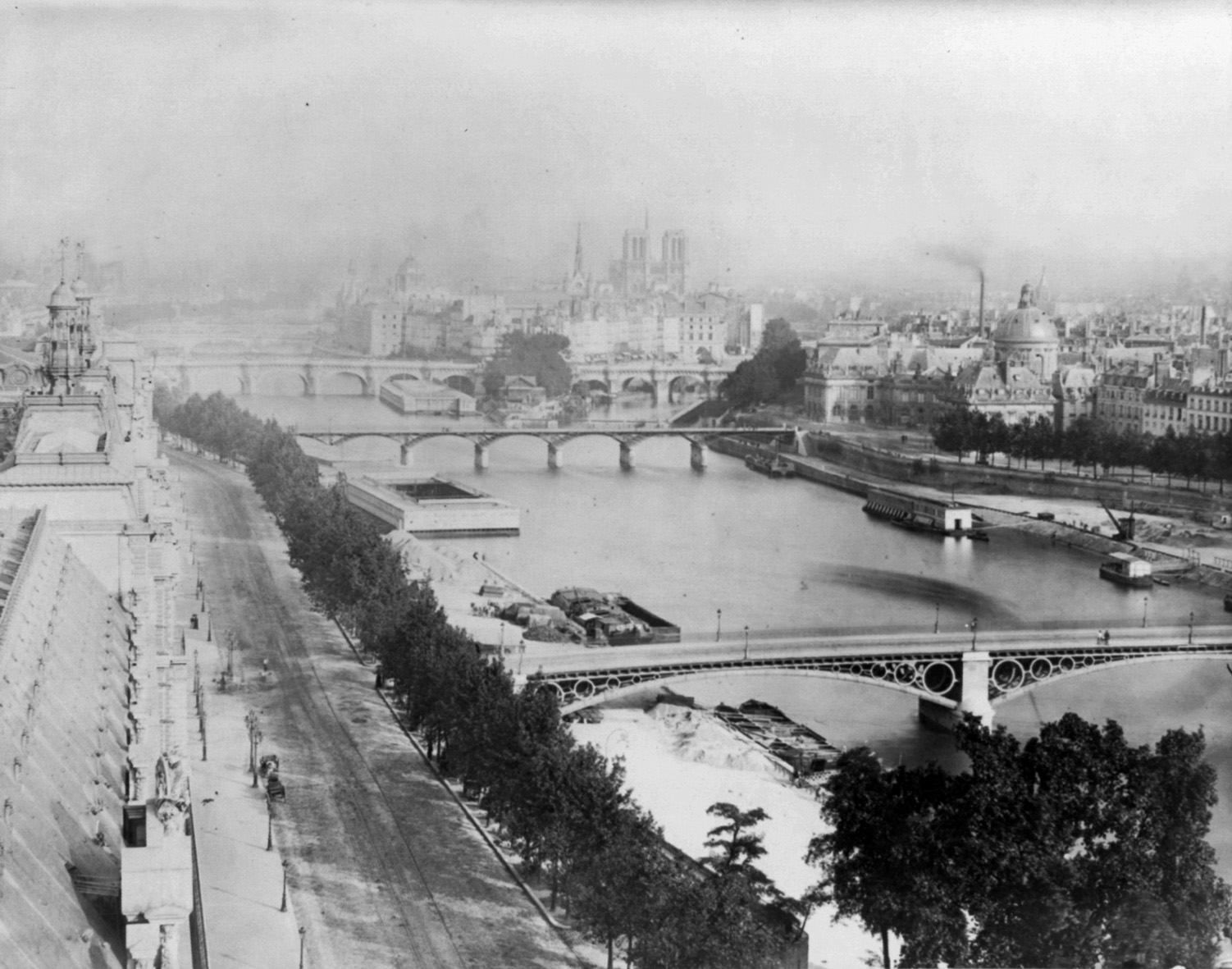
In primo piano, Quai du Louvre a Parigi nel 1878, quindi alcuni anni prima del presunto ritrovamento del cadavere della sconosciuta della Senna. Sullo sfondo, Notre Dame.

## Influenza culturale
Il volto della sconosciuta divenne assai popolare e affascinò diversi artisti a causa dell'enigmatico sorriso, paragonato a quello della Gioconda da diversi intellettuali come Albert Camus.
La misteriosa vicenda ispirò numerose opere di carattere narrativo:
- la novella L'inconnue de la Seine di Jules Supervielle;
- il dramma  Die Unbekannte aus der Seine di Ödön von Horváth;
- la figura della sconosciuta nel romanzo Die Aufzeichnungen des Malte Laurids Brigge di Rainer Maria Rilke.

Anche nel campo delle arti figurative la figura del volto femminile ispirò artisti come Man Ray, dando vita a lavori di un certo rilievo.
I tratti del suo volto sono stati utilizzati anche per la realizzazione del Resusci Anne, un modello di manichino di addestramento usato per insegnare la rianimazione cardiopolmonare.